# WHA Playoff MVP
WHA Playoff MVP, (WHA Playoff most valuable player), var ett årligt pris i World Hockey Association som gavs till ligans mest värdefulle spelare under slutspelet.

## Vinnare 1975-1979
| Säsong    | Spelare        | Lag              |
| --------- | -------------- | ---------------- |
| 1974/1975 | Ron Grahame    | Houston Aeros    |
| 1975/1976 | Ulf Nilsson    | Winnipeg Jets    |
| 1976/1977 | Serge Bernier  | Quebec Nordiques |
| 1977/1978 | Robert Guindon | Winnipeg Jets    |
| 1978/1979 | Rich Preston   | Winnipeg Jets    |